# Cabestana dolaria
Cabestana dolaria, common name: the Ringed African triton, là một loài ốc biển săn mồi, là động vật thân mềm chân bụng sống ở biển trong họ Ranellidae, họ ốc tù và.

## Miêu tả
Loài này có kích thước giữa 25 mm và 80 mm

## Phân bố
Loài này phân bố ở các vùng nước thuộc châu Âu (Tây Ban Nha) và dọc theo Mozambique và Nam Phi.